# Lachenalia undulata
Lachenalia undulata är en sparrisväxtart som beskrevs av Francis Masson och John Gilbert Baker. Lachenalia undulata ingår i släktet Lachenalia och familjen sparrisväxter. Inga underarter finns listade i Catalogue of Life.